# Mission à Hong Kong
Pour plus de détails, voir Fiche technique et Distribution.
Mission à Hong Kong (titre original : Das Geheimnis der drei Dschunken) est un film d'espionnage italo-allemand réalisé par Ernst Hofbauer sorti en 1965.
Il s'agit d'une adaptation du roman les Gentlemen de Hong Kong de Georges Godefroy.

## Synopsis
Les agents américains du FBI Linda Wells et James Mark Grant sont sournoisement assassinés à Hong Kong. Ils avaient obtenu des informations sur un réseau de contrebande qui fournit des dispositifs électroniques pour des missiles nucléaires au régime communiste de la République populaire de Chine. Linda Wells était récemment employée comme secrétaire infiltrée pour un homme d'affaires de Hong Kong nommé Pierre Milot. Le télex de Grant, interrompu au milieu d'une phrase, parvient au chef du FBI Harris à San Francisco, qui envoie son meilleur homme, Mike Scott, à Hong Kong. Il est secondé par une collègue du FBI, Carol Eden, qui s'envole pour Hong Kong sous le nom de Danny Davis, un contact de Milot arrêtée aux États-Unis et spécialiste de la radio. Là, Carol, alias Danny, est déjà attendue et récupérée à l'aéroport par le louche Pereira, qui a commandité les meurtres de Wells et Grant. Un billet en dollar, déchiré au milieu, sert d'identification. Scott arrive en ville presque en même temps. Pereira amène Carol à Milot, qui dirige en fait un réseau de contrebande lucratif. Avec sa compagne Blanche Coty, Milot reçoit Carol dans une noble villa.
Pendant ce temps, Scott entre en contact avec Norman, le mari de Harris à Hong Kong. Cela met Smoky quelque peu maladroit aux côtés de Scott, car il parle soi-disant un chinois parfait et connaît très bien Hong Kong. Un Chinois qui prétend être aveugle les poursuit tous les deux et effectue une tentative d'assassinat avec sa canne, ils lui échappent de justesse grâce à la réaction rapide de Scott. Lorsque Scott veut arrêter ce Chinois, l'assassin est tué d'un coup de couteau par derrière. Dans une conversation avec Norman, Scott apprend que la cargaison de contrebande est apparemment transportée de Hong Kong à la République populaire au moyen de trois jonques. Un peu plus tard, Scott et Smoky rendent visite à un Chinois qui fut l'un des derniers à voir Grant et Linda vivants. Un autre Chinois sur une jonque effectue une autre attaque à l'arme blanche sur la personne désireuse de témoigner, mais cette fois c'est ratée. Du coup, le témoin chinois visé par l'assassinat n'ose plus aider Scott et garde le silence pour sa femme et ses trois enfants.
Scott et Smoky se font passer pour des vendeurs d'assurances et envahissent le terrain du manoir de Milot afin d'amener Milot et Blanche au fond de l'affaire. Scott prétend à Milot qu'il enquête sur le suicide présumé de Grant puisqu'il avait souscrit une assurance-vie auprès de sa compagnie. Après le départ de Scott et Smoky, Milot appelle le mystérieux patron, qui l'informe que les deux visiteurs sont des agents du FBI. L'homme au bout du fil donne l'ordre de se débarrasser de Scott. Un peu plus tard, Milot fait cacher les composants électroniques destinés à la Chine dans des troncs d'arbres évidés de son entrepôt. Pendant que Scott fait une sieste, Smoky se dirige vers les entrepôts de Milot pour jeter un coup d'œil. Il est observé par Pereira, qui tente de tuer Smoky avec une énorme caisse en bois tombant d'une grue. Smoky peut se sauver au dernier moment en sautant dans le bassin du port. Lorsque Smoky et Scott sont sur le point d'avoir un rendez-vous avec Milot, Pereira prend les choses en main et traque la voiture des deux agents du FBI qui roule le long de la route côtière. Ceux-ci sont mis sous le feu des mitrailleuses par Pereira et un Chinois. Avec un saut courageux, les deux agents peuvent se sauver du véhicule qui tombe de la falaise à la dernière seconde. 
Carol, entendant Milot discuter de l'assassinat de Scott comme d'un "joli petit coup" avec Blanche, est bouleversée. Elle ne sait pas que les deux collègues du FBI ont survécu à l'attaque. Pendant ce temps, Scott et Smoky font le reste du chemin jusqu'au manoir de Milot. Pendant que Smoky attend à l'extérieur, Scott monte dans la pièce pour rejoindre Carol, surprise et ravie. Tous deux passent la nuit ensemble. Le lendemain matin, Carol essaie par elle-même d'obtenir le code radio du bureau de Milot, qui pourrait être utilisé pour identifier le grand patron du réseau de contrebande. Par négligence, elle perd son bracelet, avec lequel elle garde le contact radio avec Scott. Milot trouve le bracelet, mais ne découvre pas l'électronique de communication qui s'y cache. Pendant ce temps, Scott s'est rendu aux entrepôts et est détenu et ligoté par quatre voyous chinois sous le commandement de Pereira. Au même moment, Smoky, qui est de garde devant le domaine de Milot, est assommé et Carol, qui a été surprise lorsque le livre de code de Blanche a été volé, est détenue avec un revolver. Alors que Scott est sur le point d'être emmené dans une voiture, menotté vers le port, la voiture conduite par Milot est suivie par un autre véhicule. Lorsque ce véhicule double la voiture Milot, les Chinois ouvrent le feu. Scott parvient à plonger par la porte du passager malgré le revolver d'un garde dans le cou. La voiture tombe sur le talus et prend feu. Les gardes de Milot et Scott meurent sur le coup, Norman est à l'arrière de l'autre véhicule. C'est le patron du réseau de contrebande.
Au même moment, Pereira et Blanche Coty sont arrivées au port de Hong Kong avec une autre voiture, dans laquelle était assise Carol, inconsciente. Ne sachant toujours pas qui est derrière les crimes, Scott court vers Norman et lui raconte toute l'histoire, y compris que Carol travaille pour lui et essayait de découvrir le nom du patron. Ils prennent tous les deux un bateau à moteur vers l'une des trois jonques sur lesquelles Scott soupçonne que Carol capturée se trouve. Pendant le trajet, Norman sort son pistolet ; maintenant Scott sait aussi que Norman est le chef du gang criminel. Blanche et Pereira l'attendent à bord de la jonque. Blanche, qui est censée garder Scott, est désarmée d'un coup de pied par Carol, qui a maintenant repris connaissance. Pendant ce temps, sur le pont, Norman active le mécanisme de détonation d'une bombe à retardement qui sera bientôt utilisée pour faire exploser la jonque et tous les témoins qui s'y trouvent. De nouveau sous le pont, Norman est maîtrisé et enfermé avec Blanche. Sur le pont, Scott et Pereira échangent des coups de feu, au cours desquels Pereira est maîtrisé et jeté par-dessus bord. Enfin, un incendie se déclare lorsqu'une lampe à pétrole est renversée sous le pont.
Scott court sous le pont pour empêcher Norman et Blanche de mourir misérablement. Norman profite de cette volonté d'aider et renverse Scott. Mais il n'est que légèrement blessé. Norman s'enfuit sur le pont, criant à Carol, qui a été envoyée en mer par Scott dans un canot, de revenir et de sauver tout le monde. Une voile tombe alors et Norman est tué par le faisceau de la voile qui tombe. Alors que Scott essaie de s'occuper de Blanche inconsciente sous les ponts, la bombe à retardement continue de faire tic tac au-dessus. Carol retourne à la jonque. Maintenant, un bateau de police approche avec Smoky, qui a informé les autorités de Hong Kong, et une policière chinoise à bord. Au dernier moment, Mike Sott plonge dans l'eau et une seconde plus tard la bombe à retardement explose, détruisant la jonque. Scott monte sur le bateau à moteur avec Carol et ils s'embrassent.

## Fiche technique
- Titre : Mission à Hong Kong
- Titre original : Das Geheimnis der drei Dschunken
- Réalisation : Ernst Hofbauer assisté d'Eberhard Schröder
- Scénario : Werner P. Zibaso, Hanns-Karl Kubiak
- Musique : Riz Ortolani
- Direction artistique : Max Mellin (de)
- Costumes : Margarete Simon
- Photographie : Werner M. Lenz (de)
- Son : Josh Mellin, Wilhelm Schmidke
- Montage : Werner M. Lenz, Eugenio Alabiso
- Production : Gero Wecker
- Société de production : Arca-Filmproduktion, PEA
- Société de distribution : Constantin Film
- Pays d'origine :  Allemagne de l'Ouest,  Italie
- Langue : anglais
- Format : Couleur - 2,35:1 - Mono - 35 mm
- Genre : Espionnage
- Durée : 90 minutes
- Dates de sortie :
  -  Allemagne de l'Ouest : 16 juillet 1965.
  -  Italie : 26 août 1965.
  -  Finlande : 12 août 1966.
  -  Suède : 14 novembre 1966.
  -  États-Unis : 1er mai 1967.
  -  Colombie : 16 mai 1968.
  -  Mexique : 24 octobre 1968.
  -  Irlande : 11 juillet 1969.
  -  France : 7 juillet 1971[1].

## Distribution
- Stewart Granger : Mike Scott
- Rosanna Schiaffino : Carol Eden
- Harald Juhnke (de) : Smoky, l'assistant de Scott
- Horst Frank : Pereira
- Sieghardt Rupp : Pierre Milot
- Paul Klinger (de) : Norman
- Margit Saad : Blanche Coty
- Helga Sommerfeld : Danny Davis
- Paul Dahlke : Joe Harris, le chef de Scott
- Suzanne Roquette : Linda Wells
- Franco Fantasia : James Mark Grant
- Chitra Ratana : Mai Tim

## Production
Le film est tourné à Hong Kong au printemps 1965.
Tous les acteurs, y compris les acteurs allemands, récitent leurs dialogues en anglais afin d'augmenter les chances de ventes internationales du film. Dans la version allemande, cependant, Horst Frank et Paul Dahlke sont doublés par d'autres collègues germanophones.